# Pontificio seminario romano dei santi apostoli Pietro e Paolo per le missioni estere
Il Pontificio seminario romano dei santi apostoli Pietro e Paolo per le missioni estere (anche chiamato Seminario romano per le missioni) è stato un istituto missionario fondato dal sacerdote romano Pietro Avanzini il 23 dicembre 1871.
L'istituto, dipendente direttamente dal papa tramite un cardinale presidente da lui designato, ottenne l'approvazione pontificia da papa Pio IX il 21 giugno 1874 con il breve pontificio Dum Ecclesiae Navicula.
L'attività dell'istituto continuò fino al 1926, quando fu unito all'Istituto per le missioni estere di Milano, formando il Pontificio istituto missioni estere (PIME).
Nei suoi 52 anni di vita ha avuto 96 missionari inviati in 17 tra vicariati e diocesi in diversi paesi e regioni del mondo: Albania, Argentina (Córdoba), Australia (Queensland), Bengala Centrale, Birmania Orientale, Bolivia, Ceylon, Cina (Shaanxi), Colombia, Egitto, Honan, Hong Kong, India (Malabar), Messico (Bassa California), Paraguay, Stati Uniti (Los Angeles e San Francisco) e Sudan.

## Cardinali Presidenti
1. Domenico Consolini (1874-1884);
2. Giovanni Simeoni (1884-1892);
3. Mariano Rampolla del Tindaro (1892-1894);
4. Mieczysław Halka Ledóchowski (1894-1902);
5. Girolamo Maria Gotti (1902-1916);
6. Domenico Serafini (1916-1918);
7. Willem Marinus van Rossum (1918-1926)